# Rima Gay-Lussac
Rima Gay-Lussac és una estructura geològica del tipus rima a la superfície de la Lluna, situada amb el sistema de coordenades planetocèntriques a 13.57 ° de latitud N i -21.81 ° de longitud E. Fa un diàmetre de 40.04 km. El nom va ser fet oficial per la UAI l'any 1964 i fa referència al proper cràter Gay-Lussac.